# 李兆焯
李兆焯（1944年9月—），壮族，广西平果人，中国共产黨、中华人民共和国政治人物，原副国级领导人。广西大学土木系农田水利工程专业毕业。是中共第十五、十六、十七届中央委员。曾任第十屆、十一屆全国政协副主席，广西壮族自治区人民政府主席（1998年-2003年）。

## 生平
1963年，李兆焯考入广西大学土木系学习。毕业后，于1968年被分配到驻扎在贺州市富川县的中国人民解放军六九○一、○五四七部队劳动锻炼。1970年，调百色地区德保县工作；历任公社技术员、县水利局技术员、秘书、副局长，县基建局副局长、计委副主任；期间，于1974年6月加入中国共产党，曾在中共广西壮族自治区党委党校中青年干部培训班进修。党校学习结束后，李兆焯仕途快速提升；1983年，担任中共德保县委常委、兼县经委主任；1984年，升任县委书记；1985年，出任中共百色地委副书记、地区行政公署专员；1992年，任地委书记；1993年，转任防城港市委書記、市人大常委會主任。
1995年，李兆焯被任命为中共广西壮族自治区党委常委、南宁市委书记；1997年，升任自治区党委副书记，并在中共十五大上，当选中央委员会委员；1998年1月，接替成克杰，出任自治区政府主席。2003年3月，当选第十届全国政协副主席；2008年连任；2013年退休。